# تومي ستريتر
تومي ستريتر (بالإنجليزية: Tommy Streeter)‏ هو لاعب كرة قدم أمريكية أمريكي، ولد في 7 أكتوبر 1988 في ميامي في الولايات المتحدة.

## وصلات خارجية
- تومي ستريتر على موقع مرجع كرة القدم المحترفة.كوم (الإنجليزية)